# Carlo Pizzi (scultore)
Carlo Pizzi (Milano, 1891 – 1965) è stato uno scultore italiano.

## Biografia

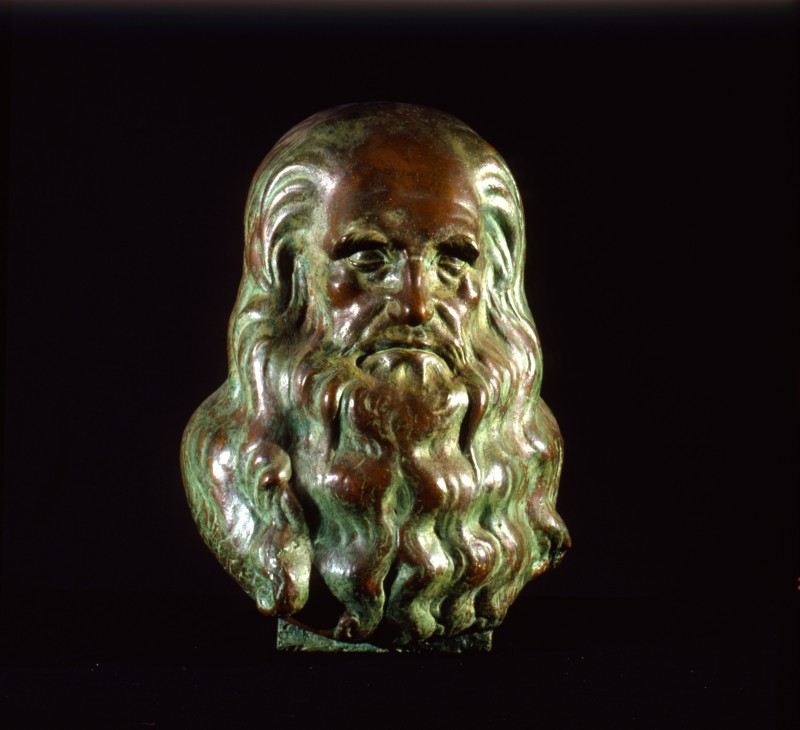
Pizzi Carlo, busto di Leonardo Da Vinci, 1939

Compiuti gli studi artistici all'Accademia di Brera e all'Accademia di Belle Arti di Firenze con Augusto Rivalta, si reca a Roma per frequentare l'Accademia di Francia e completa la sua formazione con un viaggio a Parigi. Negli anni Venti realizza le prime opere di rilievo, tra cui il monumento funerario del pittore Ugo Martelli per il Cimitero Monumentale di Milano (1921), di sapore simbolista, ed espone alla Prima Mostra d'Arte del Gruppo Combattenti presso la milanese Galleria Pesaro (1925). Conseguito nel 1932 il premio Principe Umberto a Brera con Ritratto d'uomo, realizza nel corso degli anni Trenta una serie di piccole statue bronzee acquistate dal Comune di Milano (Satiro e Ninfa, 1935), ma raggiunge la notorietà principalmente con l'opera "Inno al sole" raffigurante un bambino nudo, grande al vero, che incede con le braccia levate ed aperte e la capigliatura mossa dal vento, bronzo esposto alla Mostra del Sindacato Interprovinciale Fascista Belle Arti di Milano nel 1937 e replicato successivamente in numerose versioni di minori dimensioni. Fra le sue opere si ricordano inoltre la scultura Carroccio in ottone e legno e L'eroe fascista in bronzo, entrambi conservati presso la Galleria d'Arte Moderna di Milano.

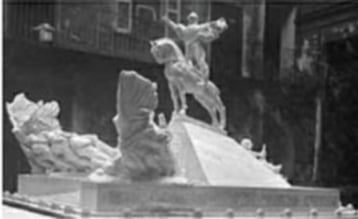
C. Pizzi, Bozzetto per il Monumento al Maresciallo Diaz, 1931.

## Opere
- Monumento funerario del pittore Ugo Martelli,  Cimitero Monumentale di Milano (1921).
- Bozzetto per il Monumento al Maresciallo Diaz, 1931.
- Busto re Vitt.Emanuele III, bronzo,già Istituto Paolo Pini di Milano, collezione privata.
- Inno al Sole, scultura in bronzo, (1937).
- Busto Leonardo da Vinci, terracotta, Milano, Collezione Fondazione Cariplo, (1939 circa)[1].